# Fischbach, Steiermark
Fischbach là một đô thị thuộc huyện Weiz thuộc bang Steiermark, nước Áo. Đô thị Fischbach, Steiermark có diện tích 61,65 km², dân số thời điểm cuối năm 2005 là 1651 người. 
Fischbach nằm ở Fischbacher Alpen cách có cự ly 12 km về phía tây bắc Birkfeld.